# Mary Ann Nyberg
Mary Ann Nyberg, född 7 februari 1923 i Tulsa, Oklahoma, död 19 september 1972 i Montréal, Québec, var en amerikansk kläddesigner. Hon nominerades till en Oscar för bästa kostymdesign för sina insatser i filmerna Den stora premiären och En stjärna föds.

## Filmografi (i urval)
- 1955 - Mannen med den gyllene armen
- 1954 - Carmen Jones
- 1954 - En stjärna föds
- 1953 - Den stora premiären
- 1953 - Lili